# Герб Томара
Ге́рб Тома́ра — офіційний символ міста Томар, Португалія. Використовується як територіальний герб. У золотому щиті чорна вежа зі срібними вікнами і брамою, як стоїть на зеленій горі. Обабіч вежі червоний тамплієрський хрест праворуч і червоний Христовий хрест ліворуч. Гора перетята річкою у вигляді срібної хвилястої смуги, промальованої синім. Щит увінчує срібна мурована міська корона з п'ятьма вежами.  Під щитом біла стрічка, на якій великими літерами напис португальською: «Tomar» (Томар).  Офіційно затверджений 20 червня 1960 року.  Чорна вежа уособлює Томарський замок, а хрести — лицарські ордени, які ним володіли.

## Галерея

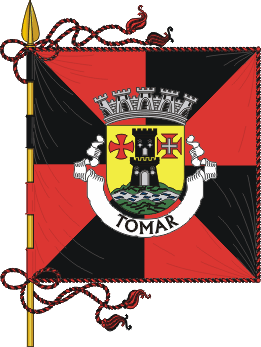
Прапор